# Jos Luhukay
Jos Luhukay (Venlo, 1963. június 13.) holland labdarúgó-középpályás, edző. A német FC St. Pauli vezetőedzője.

## Pályafutása
Jos Luhukay játékoskarrierjét 15 évesen kezdte meg szülővárosának csapatánál, a VVV-Venlonál. 1989-től 1991-ig a Schiedam csapatának játékosa volt. Ezt követően a Waalwijk játékosa volt 1993-ig, majd a német SV Straelen csapatába igazolt. Onnan a KFC Uerdingenhez szerződött 1995–1996-ban. 1998-ban a Straelen csapatánál játszott. Jos Luhukay mindig középpályás poszton szerepelt a csapataiban.

## Edzőként
Miután visszavonult, 1998-tól 2000-ig az SV Straelen vezetőedzője lett. Majd ezek után két évig a KFC Uerdingen edzőjeként dolgozott. Ezalatt kapott egy meccset a Köln kispadján, amelyet a csapat elvesztett. 2005-ben a Bundesliga 2-ben szereplő SC Paderborn 07 csapat vezetője lett.

### Borussia Mönchengladbach
2007. január 2-án ő lett a csapat segédedzője. 2007. január 31-én az akkori edző, Jupp Heynckes lemondott és ő lett a csapat vezetőedzője. 2008. október 5-én szerződést bontottak vele.

### FC Augsburg
2009. március 23-án aláírt az FC Augsburghoz. A csapat irányítását 2009. június 1-én vette át hivatalosan. A 2011–2012-es Bundesligában az utolsó meccs előtt lemondott.

### Hertha BSC
2012. május 17-én aláírt a Hertha BSC-hez. 2012. július 1-én játszotta első mérkőzését a csapattal.

### VfB Stuttgart
2016. május 17-én nevezték ki a másodosztályba éppen kiesett csapat új vezetőedzőjének.

## Statisztika menedzserként
2013. augusztus 10-e szerint:
| Csapat                   | -tól              | -ig                 | Mérkőzés | Győzelem | Döntetlen | Vereség | Lőtt gól – Kapott gól | Gólkülönbség | Százalék |
| ------------------------ | ----------------- | ------------------- | -------- | -------- | --------- | ------- | --------------------- | ------------ | -------- |
| Uerdingen 05             | 2000. július 1.   | 2002. június 30.    | 73       | 29       | 15        | 25      | 102–105               | –3           | 39,73%   |
| 1. FC Köln               | 2003. október 30. | 2003. november 2.   | 1        | 0        | 0         | 1       | 1–2                   | –1           | 0,00%    |
| SC Paderborn 07          | 2005. július 1.   | 2006. augusztus 11. | 35       | 13       | 17        | 15      | 46–42                 | 4            | 37,14%   |
| Borussia Mönchengladbach | 2007. január 31.  | 2008. október 5.    | 60       | 23       | 16        | 21      | 96–78                 | 18           | 38,33%   |
| FC Augsburg              | 2009. április 15. | 2012. május 5.      | 122      | 53       | 36        | 33      | 187–143               | 44           | 43,44%   |
| Hertha BSC               | 2012. július 1.   |                     | 38       | 25       | 10        | 3       | 81–34                 | 47           | 65,03%   |

Összesített:
| Mérkőzés | Győzelem | Döntetlen | Vereség | Lőtt gól – Kapott gól | Gólkülönbség | Százalék |
| -------- | -------- | --------- | ------- | --------------------- | ------------ | -------- |
| 329      | 143      | 87        | 99      | 512–403               | 109          | 43,56%   |

## Fordítás
Ez a szócikk részben vagy egészben  a   Jos Luhukay című angol Wikipédia-szócikk fordításán alapul.  Az eredeti cikk szerkesztőit annak laptörténete sorolja fel. Ez a jelzés csupán a megfogalmazás eredetét és a szerzői jogokat jelzi, nem szolgál a cikkben szereplő információk forrásmegjelöléseként.